# El cuervo (película de 1963)
El cuervo es una película cómico-fantástica dirigida por Roger Corman en 1963. Está basada en leves referencias al famoso poema homónimo de Edgar Allan Poe. El reparto lo encabezan los actores Vincent Price, Boris Karloff y Peter Lorre como un trío de hechiceros rivales y Jack Nicholson, como el hijo del personaje de Lorre, entre otros.

## Sinopsis
Es la historia ambientada a principios del siglo XVI del doctor Craven (Vincent Price), quien llora la muerte de su esposa Leonore (Hazel Court) con su hija Estelle (Olive Sturgess), hasta que una noche llega un cuervo capaz de hablar, quien resulta ser el doctor Bedlo (Peter Lorre), un viejo colega, y Craven lo devuelve a su forma humana. Bedlo cuenta a Craven que vio una mujer bastante parecida a Leonore en el castillo de Scarabus (Boris Karloff), que en un duelo mágico lo transformó en cuervo. Junto con Estelle y Rexford (Jack Nicholson), el hijo de Bedlo, irán al castillo en su búsqueda.

## Reparto
- Vincent Price - Dr. Erasmus Craven
- Peter Lorre - Dr. Adolphus Bedlo
- Boris Karloff - Dr. Scarabus
- Hazel Court - Lenore Craven
- Olive Sturgess - Estelle Craven
- Jack Nicholson - Rexford Bedlo
- Connie Wallace - La sirvienta
- William Baskin - Grimes
- Aaron Saxon - Gort

## Producción
Roger Corman y Richard Matheson habían disfrutado haciendo el episodio cómico "El gato negro" de Tales of Terror y querían probar un largometraje de Poe completamente cómico. "Después de escuchar que querían hacer una película a partir de un poema, sentí que era una broma absoluta, por lo que la comedia era realmente la única forma de hacerlo", dijo Matheson.
La película se rodó en quince días, y se les permitió a los actores improvisar más que en cualquiera de las otras del ciclo Poe. Roger Corman contó que las improvisaciones de Lorre confundían a Price y a Karloff, pero mientras Price se adaptaba, Karloff se despistaba. También dijo más tarde que la tensión entre Peter Lorre y Jack Nicholson como padre e hijo provino más de los actores que del guion: los dos no se llevaban bien.
Vincent Price recordó más tarde que el duelo final fue incómodo para él y Karloff, colgados de cables en sillas. "[Karloff] Estaba terriblemente lisiado, y ambos estábamos flotando en el aire con esos cables !No fue una sensación agradable! Y odiaba tener esa serpiente alrededor de mi cuello durante dos horas... odio las serpientes."
El anciano Karloff también dijo luego que estaba molesto por su atuendo pesado. La escena del interior del castillo en llamas fue reutilizada de la precedente La caída de la casa Usher.

## Recepción
La película fue un éxito de taquilla como sus predecesoras, pero la crítica fue la peor de las obras del ciclo Poe de Corman. Las críticas de mixtas a negativas, se centraron sobre todo en la prácticamente nula conexión con la obra original, aparte el título y un pasaje del poema recitado por Price al inicio del film, el tono paródico y la comicidad.
En Rotten Tomatoes, la película tiene un índice de aprobación del 88% según las reseñas de 17 críticos, con una calificación promedio de 6.8 sobre 10.
Un cómic adaptado del guion de Richard Matheson fue publicado por Dancer Books en septiembre de 1963. Fue reeditado por Bear Manor Media en 2012.

## Otras películas
- El cuervo es la quinta de las ocho adaptaciones de cuentos de Edgar Allan Poe dirigidas por Roger Corman entre 1960 y 1964. Las otras fueron:

1. La caída de la casa Usher (1960)
2. Pit and the Pendulum (1961)
3. La obsesión (1962)
4. Tales of Terror (1962)
5. The Haunted Palace (1963)
6. The Masque of the Red Death (1964)
7. La tumba de Ligeia (1964)